# Mie Miki
Mie Miki (en japonais 御喜 美江, Miki Mie, née le 15 septembre 1956 à Tokyo) est une accordéoniste classique et professeure d'accordéon japonaise.

## Biographie
Mie Miki commence à jouer de l'accordéon à l'âge de quatre ans. Elle obtient son diplôme de troisième cycle en soliste à la Folkwang Universität d'Essen. 
Sur sa suggestion, plus de 50 œuvres de musique de chambre et solo pour et avec accordéon ont été écrites (notamment par Y. Takahashi, Toshio Hosokawa, Adriana Hölszky, Hans-Joachim Hespos, Nicolaus A. Huber, H. Hayashi, Toshi Ichiyanagi, M. Ishii, Sven-Ingo Koch, Atsuhiko Gondai et M. Nomura). En tant que soliste, Mie Miki a joué sur la scène internationale avec de nombreux grands orchestres, dont l'Orchestre de la Suisse romande, le New Japan Philharmonic, l'Orchestre symphonique de Göteborg, le NHK Symphony Orchestra et le Belgian National Orchestra ; avec les chefs d'orchestre Seiji Ozawa, Hiroyuki Iwaki, Hiroshi Wakasugi, Mario Venzago et Charles Dutoit. 
En 1989, elle reçoit le prix de promotion de l'État de Rhénanie-du-Nord-Westphalie.
À partir de 1996, Mie Miki a été professeure honoraire à la Folkwang Hochschule, à Duisburg. Depuis octobre 2003, elle est professeure d’accordéon  à la Folkwang Universität d'Essen. 
En 1997, son CD "Mie Miki Accordion JS Bach " remporte le Record Academy Award au Japon.

## Discographie
En 1997, elle enregistre un album de sonates de Domenico Scarlatti (K. 1, 6, 9, 10, 24, 52, 63, 78, 98, 107, 141, 159, 183, 184, 288, 319, 394 et 519) pour le label Challenge Classics, réédité par Brilliant Classics.

## Sources
- Mie Miki verwandelt Akkordeon in Orchester auf schwaebische.de am 12. April 2012
- Mie Miki auf japansclassic.com
- Johanna Gastager: Weit mehr als schöne Straßenmusik auf klavier.de am 17. Juni 2011